# The Very Best of Fleetwood Mac
Albums de Fleetwood Mac
The Dance
(1997) Say You Will
(2003)
The Very Best of Fleetwood Mac est la 19e compilation de Fleetwood Mac, sortie en 2002. L'album est sorti en version disque double aux États-Unis et en simple au Royaume-Uni.

## Titres
1. Go your own way (Lindsey Buckingham) – 3:39
2. Don't stop (Christine McVie) – 3:11
3. Dreams (Stevie Nicks) – 4:16
4. Little Lies (C. McVie, Eddy Quintela) – 3:38
5. Everywhere (C. McVie) – 3:42
6. Albatross (Peter Green) – 3:08
7. You Make Loving Fun (C. McVie) – 3:33
8. Rhiannon (Nicks) – 3:47
9. Black Magic Woman (Green) – 2:51
10. Tusk (Buckingham) – 3:34
11. Say You Love Me (C. McVie) – 4:01
12. Man of the World (Green) – 2:50
13. Seven Wonders (Sandy Stewart, Nicks) – 3:36
14. Family Man (Buckingham, Richard Dashut) – 4:02
15. Sara (Nicks) – 6:27
16. Monday Morning (Buckingham) – 2:45
17. Gypsy (Nicks) – 4:22
18. Over My Head (C. McVie) – 3:07
19. Landslide (Nicks) – 3:15
20. The Chain (Buckingham, Mick Fleetwood, C. McVie, John McVie, Nicks) – 4:29
21. Big Love (Live, 1997) (Buckingham) – 2:47

## Certifications
| Pays              | Certification | Unités certifiées |
| ----------------- | ------------- | ----------------- |
| États-Unis (RIAA) | 4 × Platine   | 4 000 000         |